# Maesil-ju
Le maesil-ju (hangul : 매실주, hanja : 梅實酒), également appelé vin de prune ou liqueur de prune, est une boisson alcoolisée coréenne infusée à la maesil (prune chinoise),,,.

## Ingrédients
Le maesil-ju est fabriqué principalement à partir de maesil (매실 ; 梅實 ; « prunes »), de préférence des hwangmae mûres (황매 ; 黃梅 ; « prunes jaunes »), qui sont parfumées, fermes et de couleur jaunâtre,, Le cheongmae immature (청매 ; 靑梅 ; « prunes vertes »), plus fermes et moins parfumées, peuvent également être utilisées,. Des prunes meurtries ou trop mûres peuvent troubler le vin. Les fruits endommagés doivent être évités, car le contact direct des graines de prunes avec l'alcool peut produire une petite quantité d'acide prussique, en raison de la présence d'amygdaline dans les graines de prunes. Cependant, cette toxicité disparaît après un an de maturation. Les prunes mûres ont une teneur en amygdaline beaucoup plus faible.
En général, on utilise trois litres de soju (de c. 20% vol.) et 100 à 150 grammes de sucre par kilogramme de prunes. Le sucre peut être remplacé par un peu plus de miel, et le soju de 20 % vol. peut être remplacé par deux litres de soju de 30 % (ou toute autre liqueur non aromatisée) et un litre d'eau.

## Préparation
Les prunes sont lavées à l'eau froide et séchées sur un plateau pendant une journée. Les prunes séchées et le soju sont ajoutés dans un bocal en verre ou en terre cuite stérilisé et infusés pendant environ 100 jours. Les fruits sont ensuite tamisés et du sucre est ajouté au vin de prunes. Le vin peut être consommé immédiatement, mais une maturation de trois à six mois enrichira considérablement le goût du vin.

## Consommation
Son utilisation la plus courante est celle de vin de dessert, d'apéritif sur des glaçons ou mélangé à un cocktail, bien que certains l'utilisent comme vin au cours d'un repas.

## Commerce
Les marques de maesil-ju populaires et reconnues comprennent Mae hwa soo, Matchsoon et Seoljungmae.